# Frédéric Pfaltz
Frédéric Pfaltz (* 19. Mai 1789 in Offenbach am Main; † 25. Juli 1841 ebenda) war ein hessischer Fabrikant und liberaler Politiker und Abgeordneter der 2. Kammer der Landstände des Großherzogtums Hessen.
Frédéric Pfaltz war der Sohn des Fabrikanten und Schönfärber zu Offenbach Anton Ludwig (Antoine Louis) Pfaltz, und dessen Ehefrau Johannette Katharine Elise, geborene Fadderjahn. Seine Schwester Jeanette Margarethe (1798–1865) heiratete den Präsidenten der Großherzoglich-Hessischen Oberforst- und Domänendirektion Johann (Friedrich) August Schenck. Pfaltz, der französisch-reformierten Glaubens war, war Fabrikant in Offenbach und heiratete am 15. Mai 1814 in Braunschweig Amelie geborene Schwalbe (1789–1869).
1834 gehörte er der Zweiten Kammer der Landstände an. Er wurde für den Wahlbezirk der Stadt Offenbach gewählt.